# Artikel 19 des Grundgesetzes für die Bundesrepublik Deutschland
Artikel 19 des Grundgesetzes für die Bundesrepublik Deutschland enthält verschiedene allgemeine Regelungen für die verschiedenen Grundrechte des deutschen Grundgesetzes.

## Normierung
Art. 19 GG lautet wie folgt: 
(2) In keinem Falle darf ein Grundrecht in seinem Wesensgehalt angetastet werden.
(3) Die Grundrechte gelten auch für inländische juristische Personen, soweit sie ihrem Wesen nach auf diese anwendbar sind.

## Erläuterungen
Die einzelnen Regelungen behandeln:
Absatz 1 Satz 1 – Verbot des Einzelfallgesetzes
Absatz 1 Satz 2 – Zitiergebot
Absatz 2 – Wesensgehaltsgarantie
Absatz 3 – Grundrechtsberechtigung juristischer Personen
Absatz 4 – Rechtsweggarantie